# Danilo Avelar
Danilo Fernando Avelar est un footballeur italo-brésilien, né le 9 juin 1989 à Paranavaí au Brésil. Il évolue au poste d'arrière gauche.

## Biographie
Le 27 juin 2018, le Corinthians officialise l'arrivée, pour un prêt d'une saison, de Danilo Avelar.